# لا وقت للموت (فلم 2006)
لا وقت للموت (بالإنجليزية: No Time To Die) هو فيلم كوميدي ورومانسي غاني صدرَ عام 2006 من إنتاج الكاتب والمخرج الألماني ولفغانغ بانزر، ومن إنتاج المخرج والممثل الغاني كينج أمباو، أمّا الموسيقى فمن تأليف عازف الجيتار والمغني وكاتب الأغاني والملحن الملاوي بن مايكل مانخامبا، في حين صُمِّمت الأزياء من قِبل ليزا ماير. صُوِّر الفيلم عام 2006 في غانا وألمانيا، وتدور حوراته باللّغة الإنجليزية في مدةٍ وصلت 95 دقيقة. اختير الفيلم في كانون الأول/ديسمبر 2016 في المهرجان السينمائي الدولي للشتات الأفريقي في نيويورك.

## القصّة
يرغبُ أسانتي وهو سائق سيارة نقل أموات في غانا في الزواج لكن عمله يُبعد معظم السيدات عنه. يرتبطُ أسانتي بزبونة تُوفيّ والدها الذي كان يرفضُ ارتباط ابنتهِ بسائق سيارة جنازة. يُصبح أسانتي مع الوقت سائق سيارة جنازات مشهور في أكرا وتقبلُ شريكته بالزواج منه فيما بعد. يشرحُ هذا الفيلم الثقافة الأفريقيّة وكيفَ تغيّرت تقاليد الجنازة الأفريقية بسبب التأثير الاجتماعي للاستعمار في القارة السمراء.

## طاقم التمثيل
هذه قائمةٌ بأبرز الممثلين والممثلات الذين شاركوا في تصوير الفيلم:
- فريتز بافور في دور أوفوري
- كوفي بكنور في دور أوسو
- أغنيس دابا في دور أبا
- ديفيد دونتو في دور أسانتي
- إيمانويل فرنسا في دور سافو
- إيفانز أوما هانتر في دور كوكوروكو
- إيسيفو قاسم في دور إيسيفو
- أجاثا أوفوري في دور إيسي
- كوفي ميدلتون في دور ميندز

## الإنتاج
هذه قائمةٌ بالطاقم الذي شارك في إنتاج هذا الفيلم:
- كينج أمباو (مخرج ومنتج مشارك)
- وولفجانج بانزر (منتج)
- كلوديا سونثيم (منتج مشارك)
- برنهارد سبرينغر (منتج منفذ)
- بن منخمبا (موسيقى)
- كلوديا دي مورو (محرر)
- ليزا ماير (أزياء)
- مايكل شلويمر (صوت)